# Liste de ponts d'Afrique du Sud
Cet article a pour objet de présenter une liste de ponts remarquables d'Afrique du Sud, tant par leurs caractéristiques dimensionnelles, que par leur intérêt architectural ou historique. 

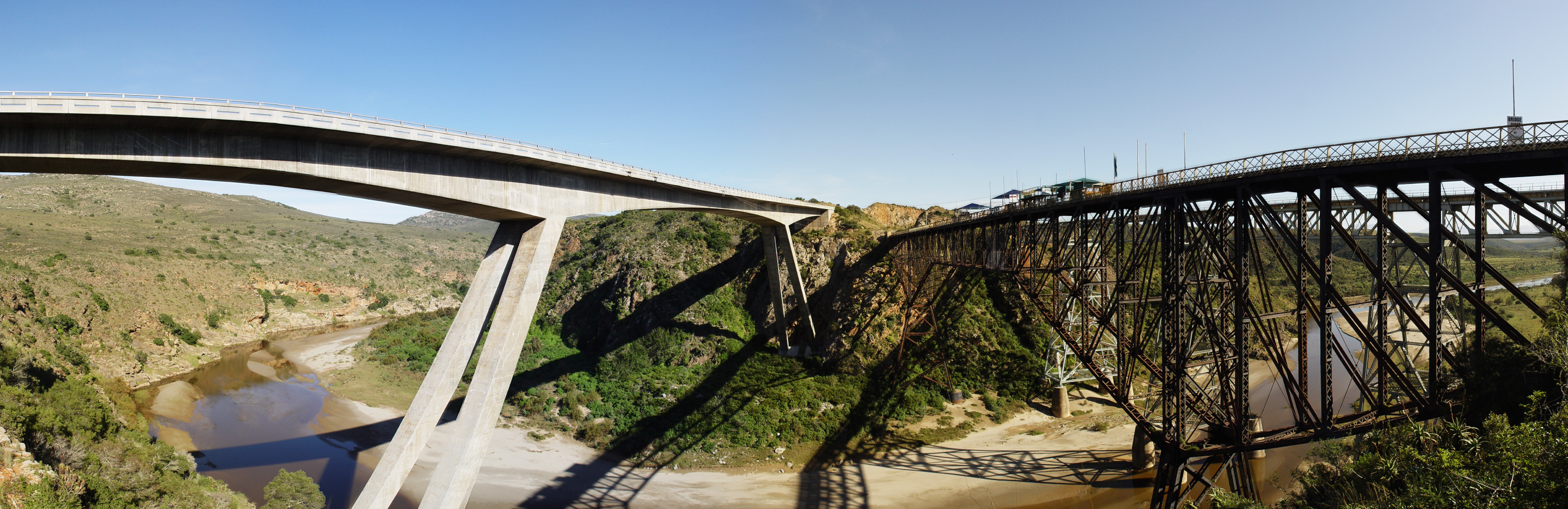
Les ponts sur le Gourits.

La catégorie lien donne la classification de l'ouvrage parmi ceux présentés et propose un lien vers la fiche technique du pont sur le site Structurae, base de données et galerie internationale d'ouvrages d'art. La liste peut être triée selon les différentes entrées du tableau pour voir ainsi les ponts en arc ou les ouvrages les plus récents par exemple.
Les colonnes portée et longueur, exprimées en mètres indiquent respectivement la distance entre les pylônes de la travée principale et la longueur totale de l'ouvrage, viaducs d'accès compris.

## Ponts présentant un intérêt historique ou architectural
|                                           |   | Nom                                       | Distinction                                                                                                 | Long. | Type                                            | Voie portée Voie franchie                | Date | Localisation                                                    | Province         | Ref.  |
| ----------------------------------------- | - | ----------------------------------------- | --- | ----- | ----------------------------------------------- | ---------------------------------------- | ---- | --------------------------------------------------------------- | ---------------- | ----- |
| Kaaimans River Railway Bridge             | 1 | Pont de la rivière Kaaymans               | Utilisé par l'Outeniqua Choo Tjoe, dernière locomotive à vapeur d'Afrique Site protégé ID :9/2/030/0034-001 |       | Poutres Acier                                   | rivière Kaaimans                         |      | Wilderness 33° 59′ 52,2″ S, 22° 33′ 25,5″ E                     | Cap-Occidental   | [ 1 ] |
| Van Stadens River Railway Bridge          | 2 | Pont ferroviaire de Van Stadens           | Deuxième plus haut pont ferroviaire d'Afrique Hauteur libre : 77 mètres                                     | 196   | Treillis Acier                                  | rivière Van Stadens                      | 1905 | Thornhill 33° 53′ 21,6″ S, 25° 12′ 28,2″ E                      | Cap-Oriental     | [ 2 ] |
| Oudtshoorn Suspension Bridge              | 3 | Pont suspendu d'Oudtshoorn                | Site protégé ID :9/2/068/0025                                                                               |       | Suspendu                                        | Passerelle Kerk Street Grobbelaars River | 1913 | Oudtshoorn 33° 35′ 17,1″ S, 22° 12′ 03,7″ E                     | Cap-Occidental   | [ 3 ] |
|                                           | 4 | Pont ferroviaire Alfred Beit              | Frontière Afrique du Sud - Zimbabwe                                                                         |       | Treillis Acier                                  | Limpopo                                  | 1929 | Messina - Beitbridge 22° 13′ 27,8″ S, 29° 59′ 13,2″ E           | Limpopo Zimbabwe |       |
| Victoria & Alfred Waterfront Swing Bridge | 5 | Victoria & Alfred Waterfront Swing Bridge | Pont haubané tournant                                                                                       |       | Haubané Monopylône, tablier acier, pylône acier | Passerelle Victoria & Alfred Waterfront  |      | Le Cap 33° 54′ 22,6″ S, 18° 25′ 18,9″ E                         | Cap-Occidental   |       |
| Tsitsikamma Suspension Bridge             | 6 | Pont suspendu de Tsitsikamma              | | 77    | Suspendu Acier                                  | Passerelle Storms River                  | 1969 | Parc national de Tsitsikamma 34° 01′ 10,3″ S, 23° 54′ 12,2″ E   | Cap-Occidental   | [ 4 ] |
| Oribi Gorge Suspension Bridge             | 7 | Pont suspendu de la gorge d'Oribi         | |       | Suspendu Acier                                  | Passerelle Gorge d'Oribi                 |      | Réserve Naturelle du Lac Eland 30° 43′ 16,1″ S, 30° 11′ 10,8″ E | KwaZulu-Natal    |       |

## Grands ponts
Ce tableau présente les ouvrages ayant des portées supérieures à 100 m (liste non exhaustive).
|                          |   | Nom                              | Portée | Long. | Type                                                             | Voie portée Voie franchie | Date | Localisation                                     | Province                    | Ref.  |
| ------------------------ | - | -------------------------------- | ------ | ----- | ---------------------------------------------------------------- | ------------------------- | ---- | ------------------------------------------------ | --------------------------- | ----- |
|                          | 1 | Pont de Msikaba en projet        | 580    |       | Haubané Tablier caisson acier                                    | N2 Msikaba River          | 2024 | Nkcele 31° 17′ 31,5″ S, 29° 47′ 49,2″ E          | Cap-Oriental                | [ 5 ] |
| Pont de Bloukrans        | 2 | Pont de Bloukrans                | 272    | 451   | Arc Béton, tablier porté                                         | N2 Bloukrans River        | 1984 | Nature's Valley 33° 58′ 00,1″ S, 23° 38′ 42,8″ E | Cap-Occidental Cap-Oriental |       |
|                          | 3 | Pont de Mtentu en projet         | 260    | 1132  | Poutre-caisson Béton précontraint 150+260+150                    | N2 Mtentu River           | 2024 | Lundini 31° 10′ 43,3″ S, 29° 55′ 42,9″ E         | Cap-Oriental                | [ 5 ] |
| Van Stadens River Bridge | 4 | Pont Van Stadens                 | 198    |       | Arc Béton, tablier porté                                         | N2 Van Stadens River      | 1971 | Thornhill 33° 54′ 32,6″ S, 25° 11′ 49,3″ E       | Cap-Oriental                |       |
|                          | 5 | Pont sur la Groot                | 189    | 301   | Arc Béton, tablier porté                                         | N2 Groot River            | 1983 | Nature's Valley 33° 56′ 19,9″ S, 23° 33′ 23,6″ E | Cap-Occidental              |       |
| Nelson Mandela Bridge    | 6 | Nelson Mandela Bridge            | 176    | 284   | Haubané Tablier mixte acier/béton, pylônes acier rempli de béton |                           | 2003 | Johannesburg 26° 11′ 48,7″ S, 28° 02′ 03″ E      | Gauteng                     |       |
| Gouritz River Bridge     | 7 | Pont de Mozel-Bay sur la Gouritz | 170    | 210   | Pont à béquilles Béton                                           | N2 Gouritz River          | 1976 | Mossel Bay 34° 11′ 09,3″ S, 21° 45′ 09,8″ E      | Cap-Occidental              |       |
|                          | 8 | Pont sur la Bobbejaans           | 165    | 286   | Arc Béton, tablier porté                                         | N2 Bobbejaans River       | 1983 | Nature's Valley 33° 55′ 58,9″ S, 23° 32′ 00,7″ E | Cap-Occidental              |       |
| Paul Sauer Bridge        | 9 | Pont Paul Sauer                  | 100    |       | Arc Béton, tablier porté                                         | N2 Storms River           | 1956 | Stormsrivier 33° 58′ 06,6″ S, 23° 55′ 53,6″ E    | Cap-Oriental                |       |